# Styrax hypochryseus
Styrax hypochryseus är en storaxväxtart som beskrevs av Janet Russell Perkins. Styrax hypochryseus ingår i släktet Styrax och familjen storaxväxter. Inga underarter finns listade i Catalogue of Life.